# Gangolf d'Avallon
Pour les articles homonymes, voir Gengoult.
Ne doit pas être confondu avec Saint Genou.
Saint Gangolf d'Avallon ou Gengoul d'Avallon (en latin : Gangulphus), mort en 760, est un militaire bourguignon vénéré par l'Église catholique romaine comme martyr de la foi conjugale.
Son premier culte est associé au monastère de Varennes-sur-Amance, un des premiers gardiens de ses reliques, près de Langres. Sa vie est plus connue par la légende et la tradition que par l'histoire, le seul document ayant subsisté étant un contrat écrit sous Pépin le Bref, vers 762, mentionnant l'existence de Gangolf de Bourgogne.
Il est traditionnellement célébré le 11 mai.

## Hagiographie
Gangolf est né à Varennes-sur-Amance, près de Langres, en 702, d'une famille de riches propriétaires terriens. Son nom, du germanique Gangulf, « loup agressif », en latin Gangulphus, est une inversion de Wolfgang, « celui agressé par le loup », du germanique *vulfa, « [qui a le courage du] loup », et *ganc, « combat ». Ses parents se chargèrent de son éducation. Dès sa jeunesse il eut la réputation d'un homme pieux, éloigné des tentations, d'une grande honnêteté, distribuant largement des aumônes aux pauvres, mais ses parents voulurent en faire un militaire et, qui plus est, le marier.
En tant que l'un des principaux barons de Bourgogne, il participa activement aux guerres menées par Pépin le Bref entre 715 et 768 et sa bravoure lui fit octroyer de hautes dignités militaires. Toutefois, il conserva toujours, au milieu de la vie des camps, sa piété et son honnêteté spirituelle. « Dieu lui accorda le don de guérir des gouttes, de préserver les moutons de la clavelée et autres maladies auxquelles ces doux animaux sont trop souvent sujets. On affirme aussi qu'il obtint le pouvoir de rendre la vue aux aveugles, de faire marcher les paralytiques, tout en guérissant le mal de dents ».
À la mort de ses parents, il hérita de grands biens qu'il géra avec sagesse. Mgr Guerrin, un de ses biographes, affirmait : « Bien loin de dissiper, par des dépenses criminelles ou superflues, les biens que lui laissèrent ses parents, il les administra avec autant de prudence et de sagesse que s'il eût été un vieillard consommé dans l'art de l'économie et du gouvernement domestique ».
Gangolf se maria vers l'âge de 20 ans. Il épousa Ganéa une jeune fille de haute lignée, mais celle-ci était fort volage : « elle lui convenait peu par les qualités de l'esprit et du cœur; il était pieux, et elle était libertine; il aimait la prière, et elle n'aimait que le jeu et les plaisirs mondains; il fuyait le luxe et la vanité, et elle voulait toujours être vêtue superbement pour attirer sur elle les yeux des hommes lascifs; enfin, il était chaste, et elle était impudique... ».
Malgré la patience et les affectueuses objurgations de son mari, celle-ci ne voulut rien changer à sa conduite. Gangolf se retira alors dans un ermitage près d'Avallon où il mena une vie d'austérité, offrant toute sa fortune aux pauvres. C'est là que l'amant de sa femme, qui aurait été prêtre, vint le surprendre nuitamment et le tua d'un coup d'épée.
Gangolf reçut alors les derniers sacrements et mourut le 11 mai 760, tandis que son assassin et son épouse adultère mouraient eux aussi très rapidement.
Dans le sud du Morvan, une légende raconte que l'épouse de saint Guengoult, avant la mort du saint, alors qu'elle était enceinte de son amant, se serait prêtée à une épreuve censée prouver sa fidélité en se baignant dans une fontaine, déclarant : « Je jure que je suis restée fidèle à mes serments et, si j'ai menti, que mon bras reste dans l'eau ». Le bras se serait aussitôt détaché. Cette fontaine se situerait à Saint-Guengoux, ancienne paroisse annexée par Larochemillay.

## Vénération
Tout de suite après sa mort, saint Gangolf fut vénéré, et des pèlerinages s'organisèrent en France, mais aussi en Allemagne et en Belgique, dans des lieux où quelques-unes de ses reliques furent apportées. D'Avallon ses restes furent transportés à Varennes en grande pompe : « Ce qui rendit cette pompe funèbre fort éclatante, ce fut que Saint Gengon fit paraître, par plusieurs miracles, la gloire et le crédit dont son âme jouissait déjà dans les cieux. » (Mgr Jacques-Antoine Guerrin).
Plus tard, le monastère de Varennes fut l'objet d'un long litige, autant temporel que spirituel, entre Achard, évêque de Langres et Gérard, évêque de Toul. Ce dernier confisqua vers 970 une partie des reliques du monastère de Varennes pour fonder une église et un cloître saint Gengoult à Toul, ce qui forma plus tard la collégiale saint Gengoult. Mais une tierce partie des restes du saint martyr avait été auparavant transportée dans la cathédrale de Langres. Et les différentes parties de ces reliques continuèrent à être détachées.
L'église de Rémérangles garda jusqu'en 1793 un fragment de bras du saint. Le pape Alexandre VII accorda des indulgences plénières aux fidèles qui se rendraient à cet endroit. Mais ces reliques disparurent en 1789.

Il semblerait qu’une chapelle lui fut également dédiée à Montreuil qui posséda pendant un temps aussi quelques-unes des reliques. À la Révolution, en 1789, la chapelle devint un arsenal et les reliques furent dispersées.
En 1843, le curé de Fay obtint de l'évêque de Langres une nouvelle relique, qui fut solennellement transférée dans l'église de Rémérangles le 11 mai 1843. Et c'est en 1894 que fut officiellement consacrée à saint Gangolf la fontaine de la ville de Corvol-d'Embernard.

## Miracles

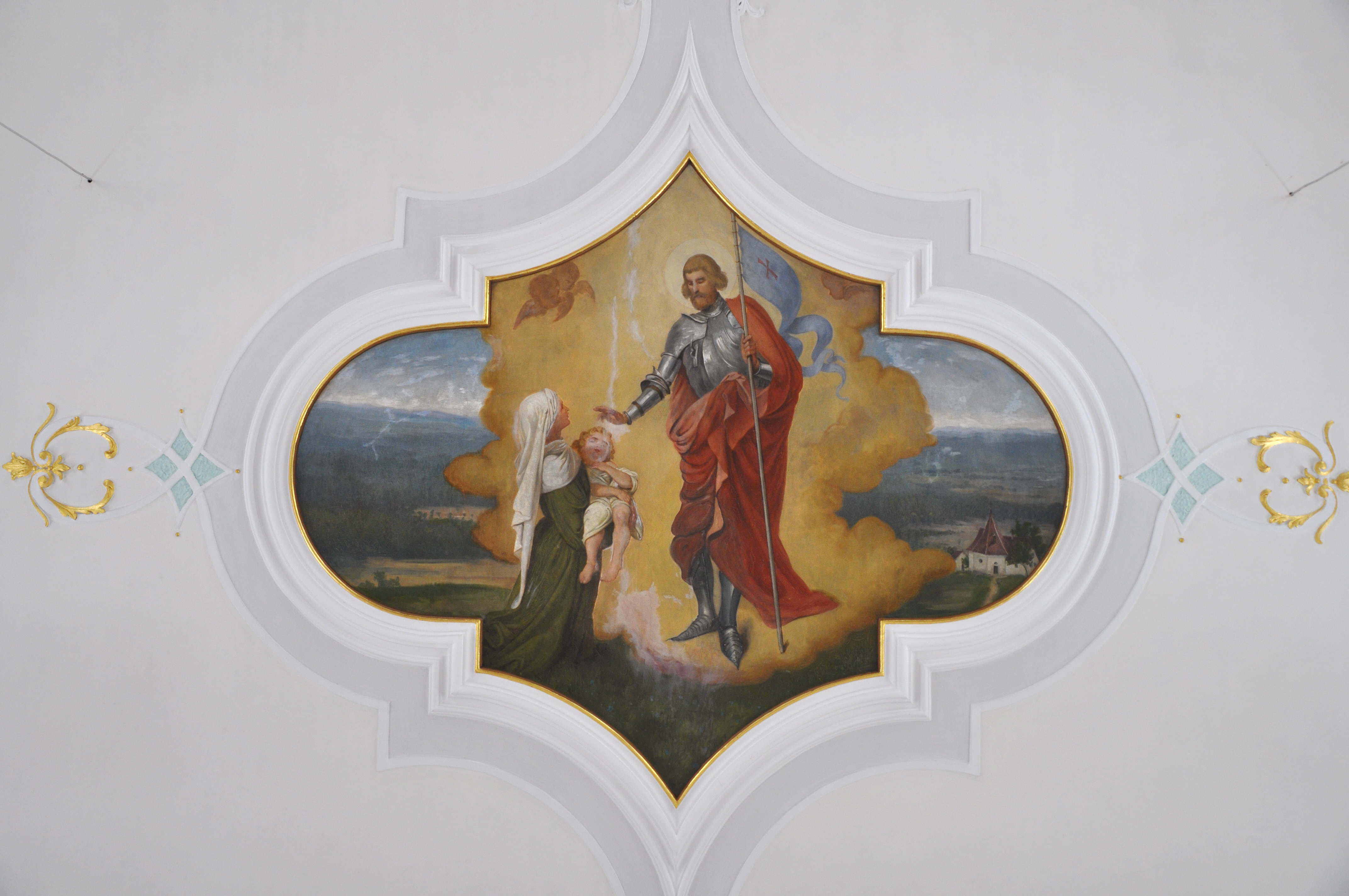
Saint Gangolf, dans l'église paroissiale de Wolpertswende

Un jour, Gangolf, passant dans la région de Bassigny découvrit une fontaine qu'il voulut aussitôt acheter. Ses gens s'étonnaient qu'il veuille acheter une source qui était fort éloignée de son lieu d'habitation. De retour à Varennes-sur-Amance, le saint enfonça son bâton dans le sol, aussitôt une source jaillit, tandis que celle de Bassigny se tarissait subitement.
C'est en souvenir de ce miracle que saint Gangolf est souvent représenté avec un bâton à la main. L'eau de cette fontaine fut jugée miraculeuse et une chapelle fut érigée en ce lieu. En 1858, le curé de Varennes écrivait : « Bon nombre de personnes encore existantes ont vu, appendus aux murs de la crypte, des béquilles et des ex-voto, qui disparurent à l'époque de la Révolution »
Gangolf ne voulait pas croire à l'inconduite de sa femme si un signe divin ne l'en persuadait pas. Il lui demanda de tremper le bras dans l'eau de la source, et, quand elle l'en retira, toute sa peau s'en était détachée. Devant cette preuve, il ne lui reprocha rien, mais partit se réfugier dans un ermitage près d'Avallon sur une terre qu'il possédait.

## Patronage
Il est invoqué dans les situations conjugales difficiles. Il est en effet le patron des maris trompés, mais également des gantiers, cordonniers, tanneurs, des chasseurs et veneurs.

## Dicton
S'il pleut le jour de Saint-Gengoul,

Les porcs auront de glands leur soûl.

## Les traces actuelles de son culte

### France

#### Églises
De nombreux lieux en Lorraine sont liés à son culte :
- Églises de Meurthe-et-Moselle :
  - Église Saint-Gengoult de Briey
  - Église Saint-Gengoult de Crézilles
  - Église Saint-Gengoult de Lanfroicourt
  - Église Saint-Gengoult de Marbache
  - Église Saint-Gengoult de Maron
  - Église Saint-Gengoult de Rembercourt-sur-Mad
  - Collégiale Saint-Gengoult de Toul
  - Église Saint-Gengoult de Vaudémont
- Églises de Meuse :
  - Église Saint-Gengoult de Broussey-Raulecourt
  - Église Saint-Gengoult de Longeaux
  - Église Saint-Gengoult de Taillancourt
- Églises de Moselle[10] :
  - Église Sainte-Odile et Saint-Gengoult de Bousseviller
  - Église Saint-Gengoult de Bréhain
  - Église Saint-Gengoult de Cappel
  - Église Saint-Gengoult de Eincheville
  - Église Saint-Gangoulf de Guessling
  - Église Saint-Gengoulf de Lidrezing
  - Église Saint-Gengoulf de Rémering
  - Église Saint-Gengoulf de Valmont
  - Chapelle Saint Gengoulf à Zimming, complétée d'un calvaire, un chêne et une source liés à la légende de ce saint).
- Églises des Vosges :
  - Église Saint-Gengoult de Hadol
  - Église Saint-Gengoult de Harsault
  - Église Saint-Étienne-et-Saint-Gengoult de Hurbache
  - Église Saint-Gengoult-et-Saint-Dié à Pierrepont-sur-l'Arentèle
  - Église Saint-Gengoult de Ruppes
  - Église Saint-Gengoult de Xaffévillers

Les autres lieux de culte de Saint Gengoult en France :
- Chapelle Saint-Gangolphe à Schweighouse en Alsace
- Église Saint-Gengoult à Annéot dans l'Yonne
- Église Saint-Gengulphe de Bourcia dans le Jura
- Église Saint-Gengulphe à Champvans dans le Jura
- Église Saint-Gengoult de Corvol-d'Embernard dans la Nièvre
- Église Saint-Gengulph de Gennes dans le Doubs
- Chapelle Saint-Gengoult à Grièges dans l'Ain
- Église Saint-Gengoult à Juvanzé dans l'Aube
- Chapelle Saint-Gengoult à l'ancienne paroisse de Saint-Gengoult à Larochemillay dans la Nièvre
- Église Saint-Gengulphe de Moissey dans le Jura
- Église Saint-Gengoulf de Nogent-lès-Montbard en Côte-d'Or
- Église Saint Gengoult de Vernois-lès-Vesvres en Côte-d'Or
- Église Notre-Dame et Saint-Gengou de Rémérangles dans l'Oise
- Chapelle Saint Gangolphe à Scwheighouse-Lautenbach dans le Haut-Rhin
- Église et chapelle Saint-Gengoulf de Varennes-sur-Amance en Haute-Marne
- Église Saint-Gengoult à Vaux-sur-Lunain en Seine-et-Marne
- Église Saint-Gengoult à Bourcia dans le Jura.

Par contre, la chapelle Saint-Genou, anciennement Saint-Guengoulph, à Selles-Saint-Denis honorerait en fait un autre saint, saint Genou (dit aussi saint Genouil) honoré en plusieurs autres endroits du Berry.

#### Toponymie
- Saint-Gengoulph commune de l'Aisne.
- Saint-Gengoux-le-National et Saint-Gengoux-de-Scissé, deux communes de Saône-et-Loire
- Saint-Gengoult, ancienne paroisse désormais annexée par Larochemillay dans la Nièvre
- Un village situé sur la frontière franco-suisse, Saint-Gingolph aurait été fondé par ce saint.
- Vallon de Saint-Gangolf à Lautenbach (Haut-Rhin).

#### Fontaines
- Fontaine Saint-Gengoult à Champvans dans le Jura
- Fontaine Saint-Gengoult à Corvol-d'Embernard dans la Nièvre
- Fontaine Saint-Gengoult à Saint-Gengoult, hameau de Larochemillay dans la Nièvre
- Fontaine Saint-Gengoult à Longeaux dans la Meuse
- Fontaine Saint-Gengoult à Wargemoulin-Hurlus dans la Marne
- Fontaine Saint-Gangoulf à Guessling-Hémering en Moselle
- Fontaine Saint-Gangolphe à Schweighouse en Alsace

### Allemagne
- St. Gangolf, Trèves.
- Sankt Gangloff, commune de l'arrondissement de Saale-Holzland, dans le land de Thuringe.
- Des reliques de saint Gangolf se trouvent dans l'église de Bamberg en Allemagne, mais sa représentation ferait plutôt penser à ce saint homonyme, soldat, faisant partie des martyrs du massacre de la légion thébaine en 286.

### Belgique
- Église Saint-Gengulphe, à Chéoux
- Collégiale Saint-Gangulphe, à Florennes
- Église Saint-Gangulphe, à Herresbach (commune d'Amblève)
- Église Saint-Gangulphe, à Liège
- Église Saint-Gangulphe (Sint-Gangulfuskerk), à Saint-Trond
- Église Saint-Gengoux, à Vielsalm
- Église Saint-Gengoul, à Villers-devant-Orval (commune de Florenville)

### Suisse
- Église dédiée à Saint Gengon à Chandon (village broyard du Canton de Fribourg, en Suisse)[12].
- Saint-Gingolph

## Art contemporain
- Ganéa, épouse de Saint Gangoult, subissant le jugement de Dieu, huile sur toile de Benoît Rafray, 2010, conservée au Musée d'Art et d'Histoire Roger-Rodière de Montreuil-sur-Mer[13].